# Broticosia calignea
Broticosia calignea là một loài ruồi trong họ Asilidae. Broticosia calignea được Daniels miêu tả năm 1975. Loài này phân bố ở miền Australasia.